# Équipe de France de football au Championnat d'Europe 2000
Cet article relate le parcours de l'équipe de France de football au Championnat d'Europe 2000, organisé en Belgique et aux Pays-Bas du 10 juin au 2 juillet 2000.
Après son titre de championne du monde acquis en 1998, la France va confirmer son statut de meilleure équipe du monde à l'occasion de l'Euro 2000. Toujours aussi solide défensivement, elle propose un football plus offensif qu'en 1998 grâce à l'éclosion d'attaquants tels que Zinédine Zidane, Thierry Henry, David Trezeguet, Nicolas Anelka, Robert Pirès ou encore Sylvain Wiltord. Sur le banc, Jacquet a cédé sa place à son adjoint de 1998, Roger Lemerre.

## En route vers l'Euro

### Contexte
L'équipe de France remporte la Coupe du monde de football 1998 à domicile.
Décevante lors de ses matchs préparatoires, les Bleus sont entourés d'un certain scepticisme au moment d'aborder la Coupe du monde, et la contestation médiatique autour du sélectionneur national Aimé Jacquet est à son comble. Mais la France ne va pas passer à côté de son rendez-vous. Après un premier tour rondement mené, les Bleus se défont dans la douleur du Paraguay, de l'Italie et de la Croatie, avant de finir en apothéose contre le Brésil. 
Devenu héros national après avoir été tant contesté, Aimé Jacquet quitte ses fonctions de sélectionneur au soir de la finale. Il est remplacé par son adjoint Roger Lemerre, qui conduit donc l'équipe de France dans les premiers matchs des éliminatoires pour l'Euro 2000. On notera notamment en fin d'année la première victoire de l'histoire des Bleus en terre russe. 

### Éliminatoires de l'Euro
Les Français enchaînent ensuite avec les éliminatoires pour obtenir leur place à l'Euro 2000. Malgré quelques résultats décevants, les Français arrachent leur qualification.
L'UEFA, pour déterminer les quatorze qualifiés au Championnat d'Europe de football 2000, organise une épreuve, répartie sur deux années, qui met aux prises les membres de l'UEFA. Répartis dans huit groupes de six et un groupe de cinq, ces éliminatoires se jouaient en un tournoi sur la base des matchs aller-retour. Les neuf vainqueurs de groupe, le meilleur deuxième et les quatre vainqueurs des barrages entre les autres deuxièmes de groupe, se sont qualifiés pour l'Euro 2000 en Belgique et aux Pays-Bas, dont les équipes étaient déjà qualifiées d'office.
Au sein du groupe 4 des éliminatoires, l'équipe de France se qualifie dans la douleur pour l'Euro 2000. Accrochés par l'Ukraine, défaits à domicile par la Russie, le but de la victoire à quatre minutes de la fin contre l'Andorre, les Bleus doivent attendre le mois d'octobre et une courte victoire contre l'Islande, conjuguée à un match nul quasi-miraculeux de l'Ukraine à Moscou, pour se qualifier. À l'issue de cette soirée, Youri Djorkaeff déclara « il faut savoir passer du caviar au pâté ».
L'année 1999 est également marquée par une victoire historique au Wembley Stadium. Au terme d'un match parfaitement maîtrisé, l'équipe de France bat l'Angleterre chez elle pour la première fois de son histoire. 
| Date             | Ville       | Équipe 1 | Équipe 2 | Résultat |
| 5 septembre 1998 | Reykjavik   | Islande  | France   | 1 - 1    |
| 10 octobre 1998  | Moscou      | Russie   | France   | 2 - 3    |
| 14 octobre 1998  | Saint-Denis | France   | Andorre  | 2 - 0    |
| 27 mars 1999     | Saint-Denis | France   | Ukraine  | 0 - 0    |
| 31 mars 1999     | Saint-Denis | France   | Arménie  | 2 - 0    |
| 5 juin 1999      | Saint-Denis | France   | Russie   | 2 - 3    |
| 9 juin 1999      | Barcelone   | Andorre  | France   | 0 - 1    |
| 4 septembre 1999 | Kiev        | Ukraine  | France   | 0 - 0    |
| 8 septembre 1999 | Erevan      | Arménie  | France   | 2 - 3    |
| 9 octobre 1999   | Saint-Denis | France   | Islande  | 3 - 2    |

| Rang | Équipe  | Pts | J  | G | N | P  | Bp | Bc | Diff |  | Résultats (▼ dom., ► ext.) |     |     |     |     |     |     |
| ---- | ------- | --- | -- | - | - | -- | -- | -- | ---- |  | -------------------------- | --- | --- | --- | --- | --- | --- |
| 1    | France  | 21  | 10 | 6 | 3 | 1  | 17 | 10 | +7   |  | France                     |     | 0-0 | 2-3 | 3-2 | 2-0 | 2-0 |
| 2    | Ukraine | 20  | 10 | 5 | 5 | 0  | 14 | 4  | +10  |  | Ukraine                    | 0-0 |     | 3-2 | 1-1 | 2-0 | 4-0 |
| 3    | Russie  | 19  | 10 | 6 | 1 | 3  | 22 | 12 | +10  |  | Russie                     | 2-3 | 1-1 |     | 1-0 | 2-0 | 6-1 |
| 4    | Islande | 15  | 10 | 4 | 3 | 3  | 12 | 7  | +5   |  | Islande                    | 1-1 | 0-1 | 1-0 |     | 2-0 | 3-0 |
| 5    | Arménie | 8   | 10 | 2 | 2 | 6  | 8  | 15 | -7   |  | Arménie                    | 2-3 | 0-0 | 0-3 | 0-0 |     | 3-1 |
| 6    | Andorre | 0   | 10 | 0 | 0 | 10 | 3  | 28 | -25  |  | Andorre                    | 0-1 | 0-2 | 1-2 | 0-2 | 0-3 |     |

### Matchs amicaux et Tournoi Hassan II
Les matchs amicaux de préparation à l'Euro sont plutôt rassurants. Le 29 mars 2000 la France s'impose pour la première fois de son histoire en Écosse.
Au début du mois de juin, les Tricolores remportent le tournoi Hassan II, un tournoi amical de football organisé par la Fédération royale marocaine de football et se déroulant à Casablanca, en battant d'abord difficilement le Japon aux tirs au but puis en écrasant le Maroc 5-1.
Matchs de préparation
| Date        | Ville      | Équipe 1 | Équipe 2 | Résultat |
| 28 mai 2000 | Zagreb     | Croatie  | France   | 0 - 2    |
| 4 juin 2000 | Casablanca | Japon    | France   | 2 - 2    |
| 6 juin 2000 | Casablanca | Maroc    | France   | 1 - 5    |

## Championnat d'Europe 2000

### Premier tour
Le tirage au sort de la phase finale est effectué à Bruxelles. La France, est placée dans le groupe D en compagnie des Pays-Bas, de la République tchèque et du Danemark.
La France et les Pays-Bas apparaissent rapidement comme les favoris du groupe D. Lors de son premier match face au Danemark, la France rappelle le score de l'été 98 (3-0) face à l'équipe supposée la plus faible du groupe. Vient ensuite la République tchèque, Henry inscrit son second but en deux matchs et permet à l'équipe de l'emporter (2-1). Dans le dernier match face aux Pays-Bas, la finale pour la première place, les Bleus s'inclinent (3-2) malgré un bon Patrick Vieira qui muselle Edgar Davids.
France-Danemark
| Équipes  | France - Danemark |
| Score    | 3 - 0 (1 - 0) |
| Date     | 11 juin 2000 |
| Stade    | Jan Breydel, Bruges 30 000 spectateurs |
| Arbitre  | M. Günter Benkö (Autriche) |
| Buts     | Laurent Blanc 17e, Thierry Henry 65e Sylvain Wiltord 90e. |
| France   | Fabien Barthez - Lilian Thuram, Laurent Blanc, Marcel Desailly, Bixente Lizarazu - Didier Deschamps (cap.), Youri Djorkaeff (59e Patrick Vieira), Zinédine Zidane, Emmanuel Petit - Nicolas Anelka (82e Sylvain Wiltord) - Thierry Henry Entraîneur : Roger Lemerre        |
| Danemark | Peter Schmeichel - Søren Colding, Rene Henriksen, Michael Schjønberg, Jan Heintze - Morten Bisgaard (72e Martin Jørgensen), Allan Nielsen, Stig Tøfting (72e Thomas Gravesen) - Jesper Grønkjær , Jon Dahl Tomasson (80e Mikkel Beck), Ebbe Sand Entraîneur : Bo Johansson |

France-République tchèque
| Équipes            | France - Tchéquie |
| Score              | 2 - 1 (1 - 1) |
| Date               | 16 juin 2000 |
| Stade              | Jan Breydel, Bruges 30 000 spectateurs |
| Arbitre            | M. Graham Poll (Angleterre) |
| Buts               | Thierry Henry 7e, Youri Djorkaeff 60e. / Karel Poborský 35 s.p'. |
| France             | Fabien Barthez - Lilian Thuram, Laurent Blanc, Marcel Desailly, Vincent Candela - Didier Deschamps (cap.), Patrick Vieira, Emmanuel Petit (46e Youri Djorkaeff), Zinédine Zidane - Thierry Henry (90e Sylvain Wiltord), Nicolas Anelka (55e Christophe Dugarry) Entraîneur : Roger Lemerre |
| République tchèque | Pavel Srníček - Tomáš Řepka, Karel Rada, Petr Gabriel (46e Milan Fukal) - Jiří Němec (cap.) , Karel Poborský, Tomáš Rosický (62e Marek Jankulovski , Radek Bejbl (48e Vratislav Lokvenc), Pavel Nedvěd - Vladimír Šmicer, Jan Koller Entraîneur : Jozef Chovanec                           |

France-Pays-Bas
| Équipes  | France - Pays-Bas |
| Score    | 2 - 3 (2 - 1) |
| Date     | 21 juin 2000 |
| Stade    | Amsterdam ArenA, Amsterdam 51 000 spectateurs |
| Arbitre  | M. Anders Frisk (Suède) |
| Buts     | Christophe Dugarry 8e, David Trezeguet 31e. / Patrick Kluivert 14e, Frank de Boer 51e, Boudewijn Zenden 56e. |
| France   | Bernard Lama - Christian Karembeu, Marcel Desailly (cap.), Frank Lebœuf, Vincent Candela - Patrick Vieira (90e Didier Deschamps), Sylvain Wiltord (79e Nicolas Anelka), Johan Micoud, Robert Pirès - Christophe Dugarry (67e Youri Djorkaeff), David Trezeguet Entraîneur : Roger Lemerre |
| Pays-Bas | Sander Westerveld - Paul Bosvelt, Jaap Stam, Frank de Boer (cap.), Arthur Numan - Philip Cocu , Edgar Davids , Marc Overmars (89e Peter van Vossen), Dennis Bergkamp (78e Aron Winter) - Boudewijn Zenden, Patrick Kluivert (56e Roy Makaay) Entraîneur : Frank Rijkaard                  |

Classement
| Place | Équipe   | Points | Joués | V | N | D | Buts + | Buts - | Diff. |
| 1er   | Pays-Bas | 9      | 3     | 3 | 0 | 0 | 7      | 2      | +5    |
| 2e    | France   | 6      | 3     | 2 | 0 | 1 | 7      | 4      | +3    |
| 3e    | Tchéquie | 3      | 3     | 1 | 0 | 2 | 3      | 3      | 0     |
| 4e    | Danemark | 0      | 3     | 0 | 0 | 3 | 0      | 8      | -8    |

### Quart de finale
En quart de finale, elle rencontre l'Espagne qu'elle bat 2-1, Raúl ratant un pénalty dans les arrêts de jeu.
| Équipes | France - Espagne |
| Score   | 2 - 1 (2 - 1) |
| Date    | 25 juin 2000 |
| Stade   | Jan Breydel, Bruges 30 000 spectateurs |
| Arbitre | M. Pierluigi Collina (Italie) |
| Buts    | Zinédine Zidane 32e, Youri Djorkaeff 43e. / Gaizka Mendieta 38 s.p'. |
| France  | Fabien Barthez - Lilian Thuram, Laurent Blanc, Marcel Desailly, Bixente Lizarazu - Didier Deschamps (cap.), Patrick Vieira, Youri Djorkaeff, Zinédine Zidane, Thierry Henry (81e Nicolas Anelka) - Christophe Dugarry Entraîneur : Roger Lemerre                                                  |
| Espagne | Santiago Cañizares - Michel Salgado , Paco Jémez , Abelardo Fernández (cap.), Agustín Aranzábal - Iván Helguera (77e Lopez Gerard), Josep Guardiola , Gaizka Mendieta (57e Ismael Urzáiz), Pedro Munitis (73e Joseba Etxeberría) - Raúl González, Alfonso Pérez Entraîneur : José Antonio Camacho |

### Demi-finale
En demi-finale, elle élimine le Portugal sur le même score (2-1), grâce au but en or, un penalty transformé par Zidane à la 117e minute.
Le match fut marqué par une incroyable performance de Zidane, multipliant les gestes les plus impressionnants avec une aisance remarquable, mais aussi par une polémique. Le penalty de la victoire fut concédé par les Portugais après une main d'Abel Xavier, la décision de l'arbitre fut vivement contestée, la main n'ayant rien d'intentionnel selon le défenseur fautif.  
Demi-finale
| Équipes  | France - Portugal |
| Score    | 2 - 1 a.p et b.e.o (0 - 1, 1-1) |
| Date     | 28 juin 2000 |
| Stade    | Stade Roi-Baudouin, Bruxelles 48 000 spectateurs |
| Arbitre  | M. Günter Benkö (Autriche) |
| Buts     | Thierry Henry 52e, Zinédine Zidane 117 s.p'. / Nuno Gomes 19e. |
| France   | Fabien Barthez - Lilian Thuram, Laurent Blanc, Marcel Desailly , Bixente Lizarazu - Didier Deschamps (cap.), Patrick Vieira , Emmanuel Petit (65e Robert Pirès), Zinédine Zidane - Nicolas Anelka (72e Sylvain Wiltord), Thierry Henry (105e David Trezeguet) Entraîneur : Roger Lemerre |
| Portugal | Vítor Baía (cap.) - Abel Xavier, Jorge Costa , Fernando Couto, Dimas Teixeira (90e Rui Jorge) - Francisco Costinha, José Vidigal (61e Paulo Bento), Sergio Conceiçao, Manuel Rui Costa (78e João Pinto ), Luís Figo - Nuno Gomes Entraîneur : Humberto Coelho                            |

### Finale

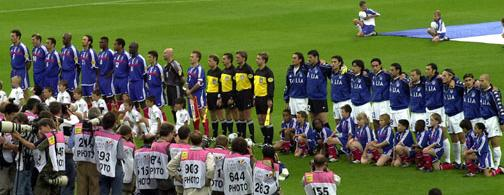
La France et l'Italie avant la finale de l'Euro.

Le match commence par des occasions nettes de chaque côté avec Maldini qui intervient juste devant Djorkaeff sur un centre d'Henry dès la première minute, puis un corner de Fiore pour la tête mal ajustée de Totti (4e), et surtout, un ballon de Henry que Toldo croit anodin et laisse heurter la base extérieure de son poteau (6e). Après encore quelques occasions, la physionomie attendue de ce match prend forme, avec des Italiens soucieux de défendre à huit et rapides à la riposte en fonction des zones de récupération du ballon. Zidane bien pris par le milieu italien, Djorkaeff peu en vue sinon dans son replacement nécessaire face aux montées de Maldini, Henry souffre de solitude. Mais seul contre six, il trouve le moyen de prendre de vitesse la patrouille pour arracher un carton jaune à Di Biagio avant que le coup franc soit mal négocié (31e).
Alors habituée à de gros débuts de secondes périodes, la France obtient deux occasions grâce à deux combinaisons de Henry et Zidane. À la 50e minute, Zoff réagit et remplace Fiore par Del Piero. L'Italie pousse soudainement et provoque deux corners d'affilée. Sur l'un d'eux, Zidane et Lizarazu se font prendre par une talonnade de Totti qui isole Pesotto sur le flanc droit, le centre du Turinois ne peut être coupé ni par Desailly, ni par Blanc et Delvecchio plonge aux six mètres pour finir le travail (1-0, 56e). Trois minutes plus tard, Del Piero manque de doubler la mise sur une frappe trop croisée. Alors que Pirès attend de rentrer avant le but, c'est finalement Wiltord qui remplace Dugarry (58e). Del Piero manque une seconde occasion face à Barthez qui arrête sa frappe (84e). Lemerre et la France finissent le match avec Trezeguet-Henry-Wiltord devant, Pirès entrant à la place de Lizarazu (86e) et Blanc, sourd aux rappels de Desailly, investit le milieu de terrain. Alors que l'on joue la quatrième et dernière minute de temps additionnel, le banc italien est déjà debout, prêt à sprinter sur la pelouse pour sauter aux bras des héros de la Squadra. Il ne reste que quarante secondes à jouer et un dernier coup franc tiré depuis son camp par Barthez. Trezeguet dévie le ballon par delà Cannavaro, pour Wiltord à gauche des six mètres italiens. Il l’emmène de la poitrine, arme son pied gauche et égalise entre les jambes de Nesta et sous le ventre de Toldo.
Après cette égalisation inouïe, le rapport de force s'inverse. Henry se sert toujours de sa vitesse (95e), Zidane expédie son coup franc de peu au-dessus (101e), avant d'être contré sur une tentative de ciseau (102e). Puis, Pirès échappe à Cannavaro sur la gauche pour adresser un centre vers Trezeguet, dont la reprise de volée du pied gauche termine dans la lucarne de Toldo : but en or, le match est terminé.
| Titulaires : |  |
| |  |
| Fabien Barthez · Lilian Thuram 58e · Laurent Blanc · Marcel Desailly · Bixente Lizarazu 85e · Patrick Vieira · Didier Deschamps · Youri Djorkaeff 76e · Zinédine Zidane · Christophe Dugarry 58e · Thierry Henry · |  |
| Remplaçants : |  |
| Sylvain Wiltord 58e · David Trezeguet 76e · Robert Pirès 85e · |  |
| Entraîneur : |  |
| Roger Lemerre |  |

| Titulaires : |  |
| |  |
| Francesco Toldo · Fabio Cannavaro 42e · Alessandro Nesta · Mark Iuliano · Gianluca Pessotto · Demetrio Albertini · Luigi Di Biagio 31e 66e · Paolo Maldini · Francesco Totti 90e · Stefano Fiore 53e · Marco Delvecchio 86e · |  |
| Remplaçants : |  |
| Alessandro Del Piero 53e · Massimo Ambrosini 66e · Vincenzo Montella 86e · |  |
| Entraîneur : |  |
| Dino Zoff |  |

| Titulaires : |  |
| |  |
| Fabien Barthez · Lilian Thuram 58e · Laurent Blanc · Marcel Desailly · Bixente Lizarazu 85e · Patrick Vieira · Didier Deschamps · Youri Djorkaeff 76e · Zinédine Zidane · Christophe Dugarry 58e · Thierry Henry · |  |
| Remplaçants : |  |
| Sylvain Wiltord 58e · David Trezeguet 76e · Robert Pirès 85e · |  |
| Entraîneur : |  |
| Roger Lemerre |  |

| Titulaires : |  |
| |  |
| Francesco Toldo · Fabio Cannavaro 42e · Alessandro Nesta · Mark Iuliano · Gianluca Pessotto · Demetrio Albertini · Luigi Di Biagio 31e 66e · Paolo Maldini · Francesco Totti 90e · Stefano Fiore 53e · Marco Delvecchio 86e · |  |
| Remplaçants : |  |
| Alessandro Del Piero 53e · Massimo Ambrosini 66e · Vincenzo Montella 86e · |  |
| Entraîneur : |  |
| Dino Zoff |  |

## L'équipe à l'Euro

### Effectif
| Nom                | Nom                | Équipe actuelle        | Date de naissance | J.              | Buts            |                 |                 |                 |
| Gardiens de but    | Gardiens de but    | Gardiens de but        | Gardiens de but   | Gardiens de but | Gardiens de but | Gardiens de but | Gardiens de but | Gardiens de but |
| ------------------ | ------------------ | ---------------------- | ----------------- | --------------- | --------------- | --------------- | --------------- | --------------- |
| 16                 | Fabien Barthez     | AS Monaco              | 28.06.1971        | 5               | 0               | 0               | 0               | 0               |
| 1                  | Bernard Lama       | Paris SG               | 07.04.1963        | 1               | 0               | 0               | 0               | 0               |
| 22                 | Ulrich Ramé        | Girondins de Bordeaux  | 19.09.1972        | 0               | 0               | 0               | 0               | 0               |
| Défenseurs         |                    |                        |                   |                 |                 |                 |                 |                 |
| 5                  | Laurent Blanc      | Inter Milan            | 19.11.1965        | 5               | 1               | 0               | 0               | 0               |
| 2                  | Vincent Candela    | AS Rome                | 24.10.1973        | 2               | 0               | 0               | 0               | 0               |
| 8                  | Marcel Desailly    | Chelsea                | 07.09.1968        | 6               | 0               | 2               | 0               | 0               |
| 18                 | Frank Lebœuf       | Chelsea                | 22.01.1968        | 1               | 0               | 0               | 0               | 0               |
| 3                  | Bixente Lizarazu   | Bayern Munich          | 09.12.1969        | 4               | 0               | 0               | 0               | 0               |
| 15                 | Lilian Thuram      | Parme FC               | 01.01.1972        | 5               | 0               | 1               | 0               | 0               |
| Milieux de terrain |                    |                        |                   |                 |                 |                 |                 |                 |
| 7                  | Didier Deschamps   | Chelsea                | 15.10.1968        | 6               | 0               | 1               | 0               | 0               |
| 19                 | Christian Karembeu | Real Madrid            | 03.12.1970        | 1               | 0               | 0               | 0               | 0               |
| 14                 | Johan Micoud       | Girondins de Bordeaux  | 24.07.1973        | 1               | 0               | 0               | 0               | 0               |
| 17                 | Emmanuel Petit     | Arsenal                | 22.09.1970        | 3               | 0               | 0               | 0               | 0               |
| 11                 | Robert Pirès       | Olympique de Marseille | 29.10.1973        | 3               | 0               | 0               | 0               | 0               |
| 4                  | Patrick Vieira     | Arsenal                | 23.06.1976        | 6               | 0               | 2               | 0               | 0               |
| 10                 | Zinédine Zidane    | Juventus               | 23.06.1972        | 5               | 2               | 0               | 0               | 0               |
| Attaquants         |                    |                        |                   |                 |                 |                 |                 |                 |
| 9                  | Nicolas Anelka     | Real Madrid            | 14.03.1979        | 5               | 0               | 0               | 0               | 0               |
| 6                  | Youri Djorkaeff    | FC Kaiserslautern      | 09.03.1968        | 5               | 2               | 0               | 0               | 0               |
| 21                 | Christophe Dugarry | Girondins de Bordeaux  | 24.03.1972        | 4               | 1               | 1               | 0               | 0               |
| 12                 | Thierry Henry      | Arsenal                | 17.08.1977        | 5               | 3               | 1               | 0               | 0               |
| 20                 | David Trezeguet    | AS Monaco              | 15.10.1977        | 3               | 2               | 0               | 0               | 0               |
| 13                 | Sylvain Wiltord    | Girondins de Bordeaux  | 10.05.1974        | 5               | 2               | 0               | 0               | 0               |
| Sélectionneur      |                    |                        |                   |                 |                 |                 |                 |                 |
|                    | Roger Lemerre      |                        | 18.06.1941        |                 |                 |                 |                 |                 |

### Buteurs
| Position | Nom                | Club                  | Nombre de buts         | Nombre de matchs |
| -------- | ------------------ | --------------------- | ---------------------- | ---------------- |
| no 1     | Thierry Henry      | Arsenal               | 3                      | 5                |
| no 2     | Youri Djorkaeff    | FC Kaiserslautern     | 2                      | 5                |
| no 2     | David Trezeguet    | AS Monaco             | 2                      | 3                |
| no 2     | Sylvain Wiltord    | Girondins de Bordeaux | 2                      | 5                |
| no 2     | Zinédine Zidane    | Juventus              | 2 (dont 1 sur penalty) | 5                |
| no 6     | Laurent Blanc      | Inter Milan           | 1                      | 5                |
| no 6     | Christophe Dugarry | Girondins de Bordeaux | 1                      | 4                |

## Aspects socio-économiques

### Audiences télévisuelles: record historique
Après la finale de la Coupe du monde 1998 et ses 20,6 millions de français devant TF1 (76 % de part de marché), record d’audience historique, on voit difficilement comment il serait possible de faire plus. En quart de finale face à l'Espagne, plus de 16 millions de français sont réunis devant leur télévision (64,6 % de part de marché). Dans les dernières minutes, ils sont plus de 19 millions à vivre le suspense de la fin du match (80,6 %). En demi-finale contre le Portugal sur France 2, la rencontre est suivie par 18,3 millions de fidèles (70,5 %), avec un pic d'audience à 20,5 millions pour le penalty victorieux de Zidane. C'est logiquement la finale face à l'Italie qui permet de dépasser l'audience de la finale France-Brésil ayant eu lieu deux ans plus tôt. TF1 retient 21 440 860 personnes (soit 77,5 % de part de marché), nouveau record de la télévision française, avec un pic à 24 873 510 pendant la prolongation.

### Hébergement
L'équipe de France réside au « Château du Lac » de Genval et s'entraîne au stade Justin Peeters à Wavre en Belgique.

## Les matchs de la campagne 1998-2000
| No | Date             | Ville, stade                     | Adversaire      | Score           | Compétition       | Buteur(s) pour la France                                            | Buteur(s) pour l'adversaire |
| -- | ---------------- | -------------------------------- | --------------- | --------------- | ----------------- | ------------------------------------------------------------------- | --------------------------- |
| 1  | 19 août 1998     | Vienne, Ernst Happel Stadion     | Autriche        | N 2-2           | A                 | Laslandes (16), Boghossian (84)                                     |                             |
| 2  | 5 septembre 1998 | Reykjavik, Laugardalsvöllur      | Islande         | N 1-1           | QCE               | Dugarry (36)                                                        |                             |
| 3  | 10 octobre 1998  | Moscou, Stade Loujniki           | Russie          | V 2-3           | QCE               | Anelka (13), Pirès (29), Boghossian (81)                            |                             |
| 4  | 14 octobre 1998  | Saint-Denis, Stade de France     | Andorre         | V 2-0           | QCE               | Candela (53), Djorkaeff (59)                                        |                             |
| 5  | 20 janvier 1999  | Marseille, Stade Vélodrome       | Maroc           | V 1-0           | A                 | Djorkaeff (48)                                                      |                             |
| 6  | 10 février 1999  | Londres, Wembley Stadium         | Angleterre      | V 2-0           | A                 | Anelka (68, 76)                                                     |                             |
| 7  | 27 mars 1999     | Saint-Denis, Stade de France     | Ukraine         | N 0-0           | QCE               | -                                                                   |                             |
| 8  | 31 mars 1999     | Saint-Denis, Stade de France     | Arménie         | V 2-0           | QCE               | Wiltord (2), Dugarry (45)                                           |                             |
| 9  | 5 juin 1999      | Saint-Denis, Stade de France     | Russie          | D 2-3           | QCE               | Petit (48), Wiltord (53)                                            |                             |
| 10 | 9 juin 1999      | Barcelone, Stade de Montjuïc     | Andorre         | V 1-0           | QCE               | Lebœuf (86)                                                         |                             |
| 11 | 18 août 1999     | Belfast, Windsor Park            | Irlande du Nord | V 1-0           | A                 | Laslandes (67)                                                      |                             |
| 12 | 4 septembre 1999 | Kiev, Olimpiyskyi Stadion        | Ukraine         | N 0-0           | QCE               | -                                                                   |                             |
| 13 | 8 septembre 1999 | Erevan, Stade Hrazdan            | Arménie         | V 3-2           | QCE               | Djorkaeff (45), Zidane (67), Laslandes (74)                         |                             |
| 14 | 9 octobre 1999   | Saint-Denis, Stade de France     | Islande         | V 3-2           | QCE               | Dadason (csc 18), Djorkaeff (38), Trezeguet (71)                    |                             |
| 15 | 13 novembre 1999 | Saint-Denis, Stade de France     | Croatie         | V 3-0           | A                 | Pirès (46), Maurice (67), Vairelles (73)                            |                             |
| 16 | 23 février 2000  | Saint-Denis, Stade de France     | Pologne         | V 1-0           | A                 | Zidane (88)                                                         |                             |
| 17 | 29 mars 2000     | Glasgow, Hampden Park            | Écosse          | V 2-0           | A                 | Wiltord (54), Henry (88)                                            |                             |
| 18 | 26 avril 2000    | Saint-Denis, Stade de France     | Slovénie        | V 3-2           | A                 | Trezeguet (63, 95), Blanc (76)                                      |                             |
| 19 | 28 mai 2000      | Zagreb, Stade Maksimir           | Croatie         | V 2-0           | A                 | Pirès (26), Trezeguet (70)                                          |                             |
| 20 | 4 juin 2000      | Casablanca, Stade Mohamed V      | Japon           | N 2-2 (4-2 tab) | Tournoi Hassan II | Zidane (61), Djorkaeff (75)                                         |                             |
| 21 | 6 juin 2000      | Casablanca, Stade Mohamed V      | Maroc           | V 5-1           | Tournoi Hassan II | Henry (26), Djorkaeff (56), Dugarry (75), Anelka (84), Wiltord (90) |                             |
| 22 | 11 juin 2000     | Bruges, Stade Jan Breydel        | Danemark        | V 3-0           | CE (1er tour)     | Blanc (16), Henry (64), Wiltord (90),                               |                             |
| 23 | 16 juin 2000     | Bruges, Stade Jan Breydel        | Tchéquie        | V 2-1           | CE (1er tour)     | Henry (7), Djorkaeff (60)                                           |                             |
| 24 | 21 juin 2000     | Amsterdam, Amsterdam ArenA       | Pays-Bas        | D 2-3           | CE (1er tour)     | Dugarry (8), Trezeguet (30)                                         |                             |
| 25 | 25 juin 2000     | Bruges, Stade Jan Breydel        | Espagne         | V 2-1           | CE (1/4 finale)   | Zidane (32cf), Djorkaeff (44)                                       |                             |
| 26 | 28 juin 2000     | Bruxelles, Stade du Roi Baudouin | Portugal        | V 2-1 (b.e.o)   | CE (demi-finale)  | Henry (51), Zidane (117)                                            |                             |
| 27 | 2 juillet 2000   | Rotterdam, Feyenoord Stadion     | Italie          | V 2-1 (b.e.o)   | CE (finale)       | Wiltord (94), Trezeguet (103)                                       |                             |

A: match amical. QCE: match qualificatif pour l'Euro 2000. CE : match de l'Euro 2000.